# The Man Who Sold the World
The Man Who Sold the World (с англ. — «Человек, который продал мир») — песня Дэвида Боуи из его одноимённого альбома, выпущенного в США в ноябре 1970 года и в Британии в апреле 1971. Вошла в альбом в качестве заглавной композиции. Впоследствии песня исполнялась многими исполнителями, наиболее известные версии — Лулу (1974) и группы Nirvana (1993).
Вместе с некоторыми другими записями на альбоме, тема песни сравнивается с мистическими и фантастическими произведениями Г. Ф. Лавкрафта. Текст также отражает интерес Боуи к сложным личностям и, очевидно, частично основан на стихотворении Уильяма Хьюза Мирнза (en:William Hughes Mearns) «Энтигониш» («en:Antigonish (poem)»):
Last night I saw upon the stair

A little man who wasn’t there

He wasn’t there again today

Oh, how I wish he’d go away

## Другие релизы
- «The Man Who Sold the World» появилась на стороне B американского сингла Боуи с песней «Space Oddity» (1972) и на стороне В сингла «Life on Mars?» (1973). Также песня появлялась на многочисленных сборниках Боуи.
- Боуи исполнил песню в 1979 году вместе с Клаусом Номи и Джои Эриасом в шоу Saturday Night Live. Часть этого шоу включена в фильм The Nomi Song.
- Версия, спродюсированная и смикшированная Брайаном Ино появилась на стороне В сингла Боуи 1995 года «Strangers When We Meet».

## Кавер-версии

### ВерсияЛулу
Песня была перепета шотландской певицей Лулу в 1974 году. Она исполнила её в «несерьезном стиле берлинских кабаре». Запись была выпущена в формате сингла 11 января 1974 года, достигнув третьего места в британских чартах. Боуи спродюсировал эту версию вместе с Миком Ронсоном во время записи собственного кавер-альбома «Pin Ups». Он добавил гитару, саксофон и бэк-вокал. Оставшаяся часть группы включала Ронсона (гитара), Тревора Болдера (бас), Майка Гарсона (пианино) и Эйнсли Данбара (ударные).

### ВерсияРичарда Бэрона
Песня появилась на альбоме «Cool Blue Halo» (1987 год) американского певца Ричарда Бэрона. Используя виолончель, акустическую гитару и симфоническую перкуссию, он предвосхитил версию с «Unplugged»

### ВерсияNirvana
Концертная версия песни была записана американской гранж-группой Nirvana в 1993 году во время их концерта в рамках MTV Unplugged. Версия была выпущена на альбоме группы MTV Unplugged in New York, вышедшем в следующем году. Группа постоянно исполняла песню на выступлениях, вплоть до смерти своего лидера Курта Кобейна в 1994 году. Также композиция очень часто прокручивалась как на рок-радиостанциях, так и на MTV.

"Меня просто опрокинуло, когда я узнал, что Кобейну нравилось то, что я делаю. Мне очень хотелось поговорить с ним о том, почему он решил сделать кавер на Man Who Sold The World. Это была хорошая прямолинейная версия, и она звучала как-то очень искренне. Я бы очень хотел сделать что-нибудь вместе с ним, но и просто поговорить с ним было бы тоже очень круто."

Но также в свете огромной популярности этой кавер-версии песни Дэвид Боуи и сетовал, что, исполняя эту песню на концертах, он сталкивался с тем, что

ребятня, которая заходила ко мне после концерта, говорила: «Это круто, что вы исполняете песню Нирваны». И я думал: «Пошли вы, мелкие тупицы!» .
Оригинальный текст (англ.)kids that come up afterwards and say, 'It's cool you're doing a Nirvana song.' And I think, 'Fuck you, you little tosser!

#### Достижения кавера Nirvana в чартах
| Чарт (1995)                               | Позиция |
| ----------------------------------------- | ------- |
| Канадский чарт                            | 22      |
| Французский чарт                          | 34      |
| Польский чарт                             | 1       |
| Словацкий чарт                            | 4       |
| Шведский чарт                             | 1       |
| США, Billboard Hot Modern Rock Tracks     | 6       |
| США, Billboard Hot Mainstream Rock Tracks | 12      |
| США, Billboard Hot 100 Airplay            | 39      |

### Другие кавер-версии
- Мидж Юр — саундтрек к фильму Party Party (1982). Эта версия также включена в его альбом No Regrets: The Very Best of Midge Ure, сборник The David Bowie Songbook и Starman: Rare and Exclusive Versions of 18 Classic David Bowie Songs — CD-приложение к мартовскому выпуску журнала Uncut 2003 года. Данный кавер также использовался в качестве вступления и основной темы второй главы компьютерной игры Metal Gear Solid V: The Phantom Pain.
- Группа Here & Now — на альбоме Fantasy Shift (1983).
- Группа Електрични оргазам — на альбоме Les Chansones Populaires (1983).
- Эд Куппер — на альбоме The Exotic Mail Order Moods of Ed Kuepper (1995).
- Simple Minds — на альбоме каверов Neon Lights (2001).
- Группа 3 Melancholy Gypsys включила семплы версии Nirvana в свою песню «2010», которая появилась на альбоме группы Living Legends Legendary Music, Vol. 1.
- Cocosuma — альбом BowieMania: Mania, une collection obsessionelle de Beatrice Ardisson (2007).
- Apoptygma Berzerk используют гитарную мелодию для живого исполнения песни «Mourn» с альбома APBL2000 (2001).
- Cross Canadian Ragweed также исполняют песню.
- Meat Puppets — группа также записала свою версию.
- Джон Мелленкамп — песня записана в качестве бонусного трека альбома The Kid Inside (1983).
- Сплин — российская рок-группа написала кавер на русском языке под названием «Человек, что продал мир»[7]
- Сильвия Перес Крус совместно с Раулем Фернандесом Миро записала свою версию композиции, её можно встретить на делюкс-версии альбома Granada (2014), записанным Раулем Фернандесом Миро.
- Noize MC — российский исполнитель записал свою версию на русском языке под названием «Бизнесмен, что продал мир».
- Группа «Проект ХБ» — на альбоме XYZ (2015) на русском языке в переводе Павла Фахртдинова.